# Vol China Southern Airlines 3943
Le vol China Southern Airlines 3943 était un vol régulier de China Southern Airlines, reliant l'aéroport international de Guangzhou Baiyun, en Chine, à l'aéroport de Guilin Qifengling (en), en Chine. Le 24 novembre 1992, le Boeing 737-300 effectuant ce vol, immatriculé B-2523, s'est écrasé lors de la descente vers l'aéroport de Guilin, ne laissant aucun survivant parmi les 141 personnes à bord. C'est la 2eme  catastrophe aérienne la plus meurtrière survenue en Chine continentale.

## Accident
Le vol 3943 a quitté Guangzhou pour un vol de 55 minutes à destination de Guilin. Lors de la descente vers Guilin, à une altitude de 7 000 pieds (2 100 m), le commandant de bord a tenté de mettre l'avion en palier en relevant le nez. L'automanette de l'avion était enclenchée pour la descente, mais l'équipage n'a pas remarqué que la manette des gaz numéro 2, qui gérait la puissance du moteur droit, était resté sur ralenti. Cela a conduit à une poussé asymétrique des 2 moteurs, ce qui à entrainé un roulis à droite. L'avion a basculé vers la droite et l'équipage n'a pas pu reprendre le contrôle. À 07h52, l'avion s'est écrasé sur une montagne dans le district de Yanshan, dans la région peu peuplée du Guangxi. C'est le pire accident impliquant un appareil de China Southern Airlines.